# Teich von Siloah

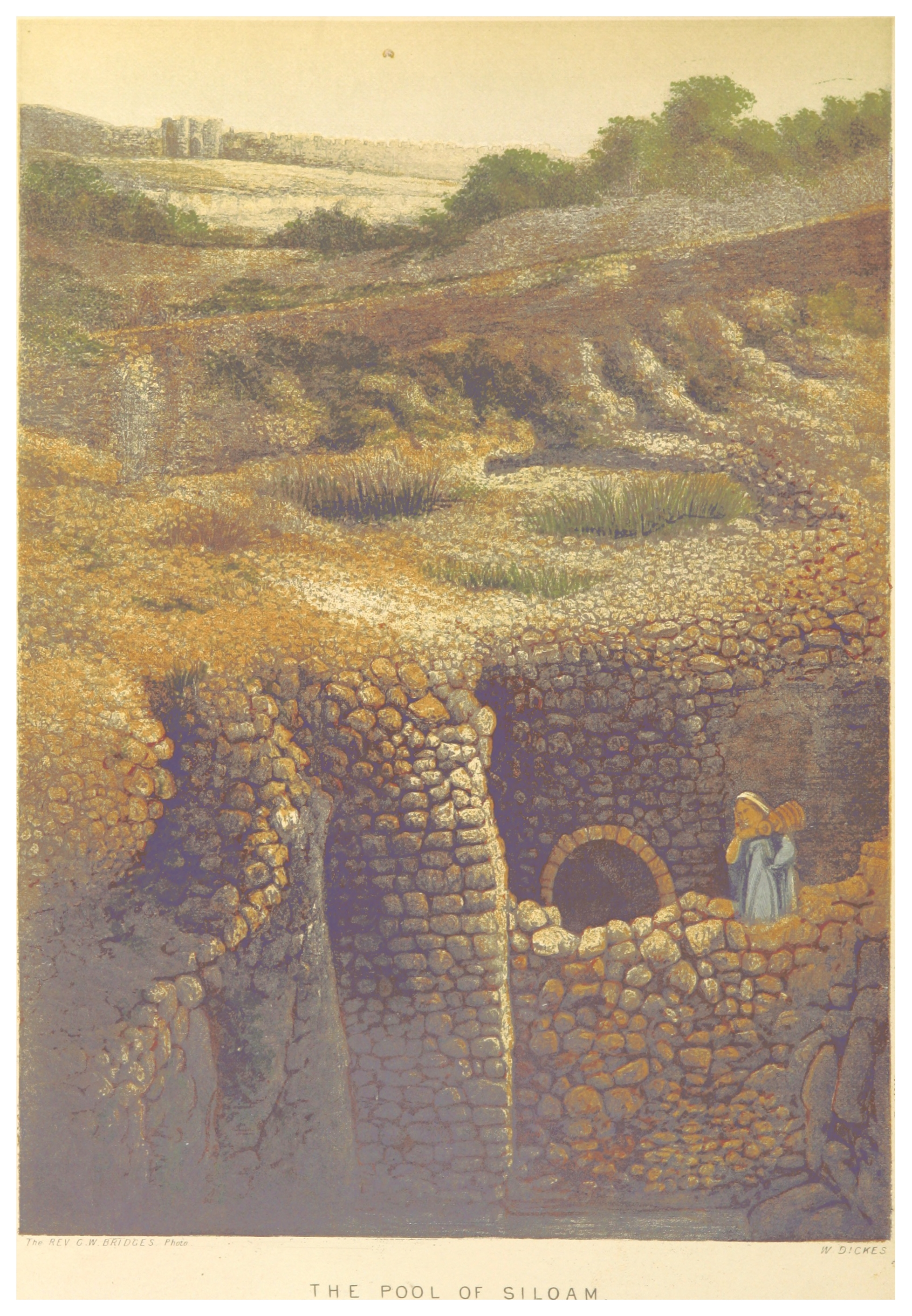
Teilansicht, um 1865

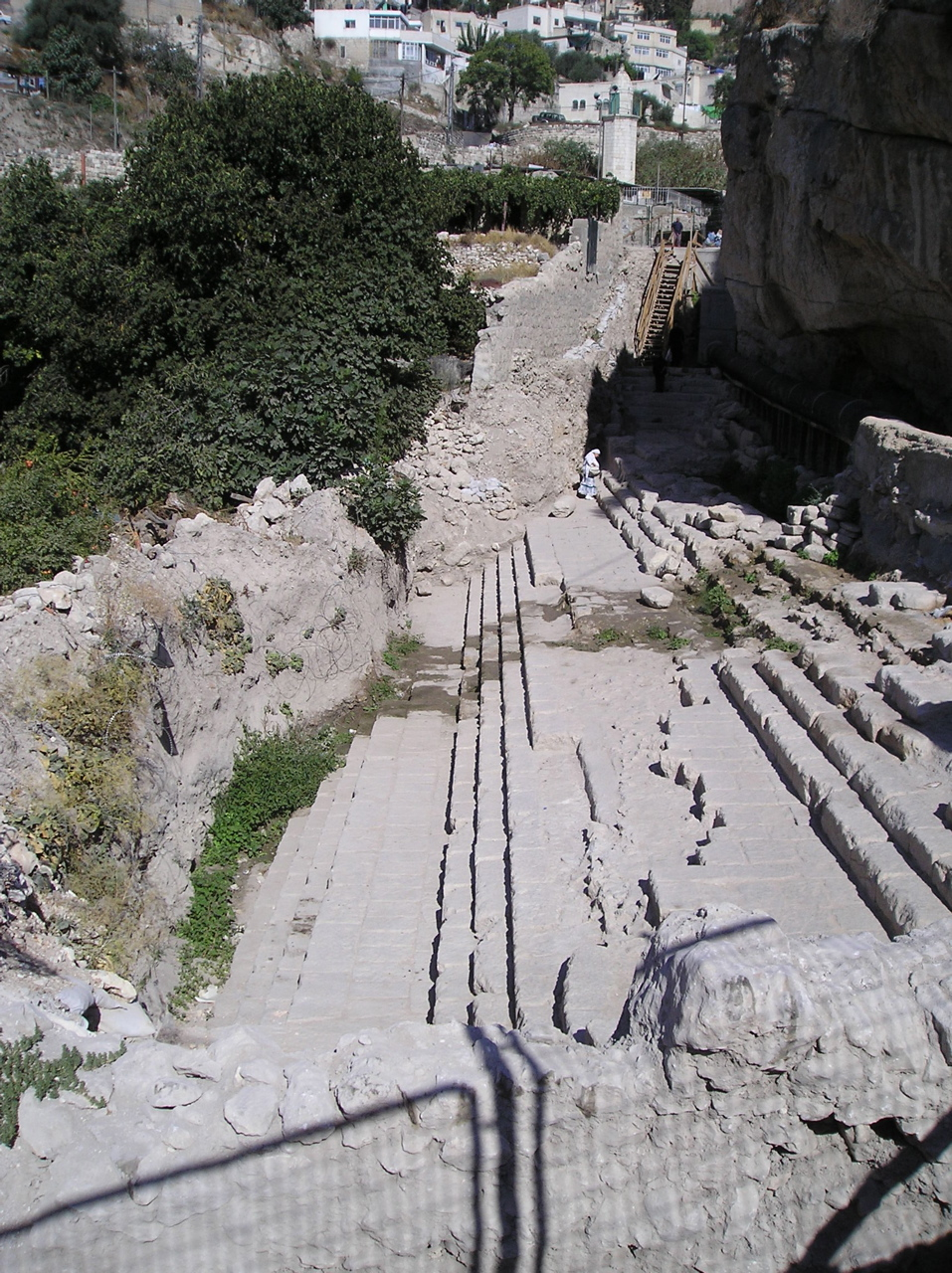
Im Jahr 2004 entdeckte man den Siloahteich der zweiten Tempelperiode.

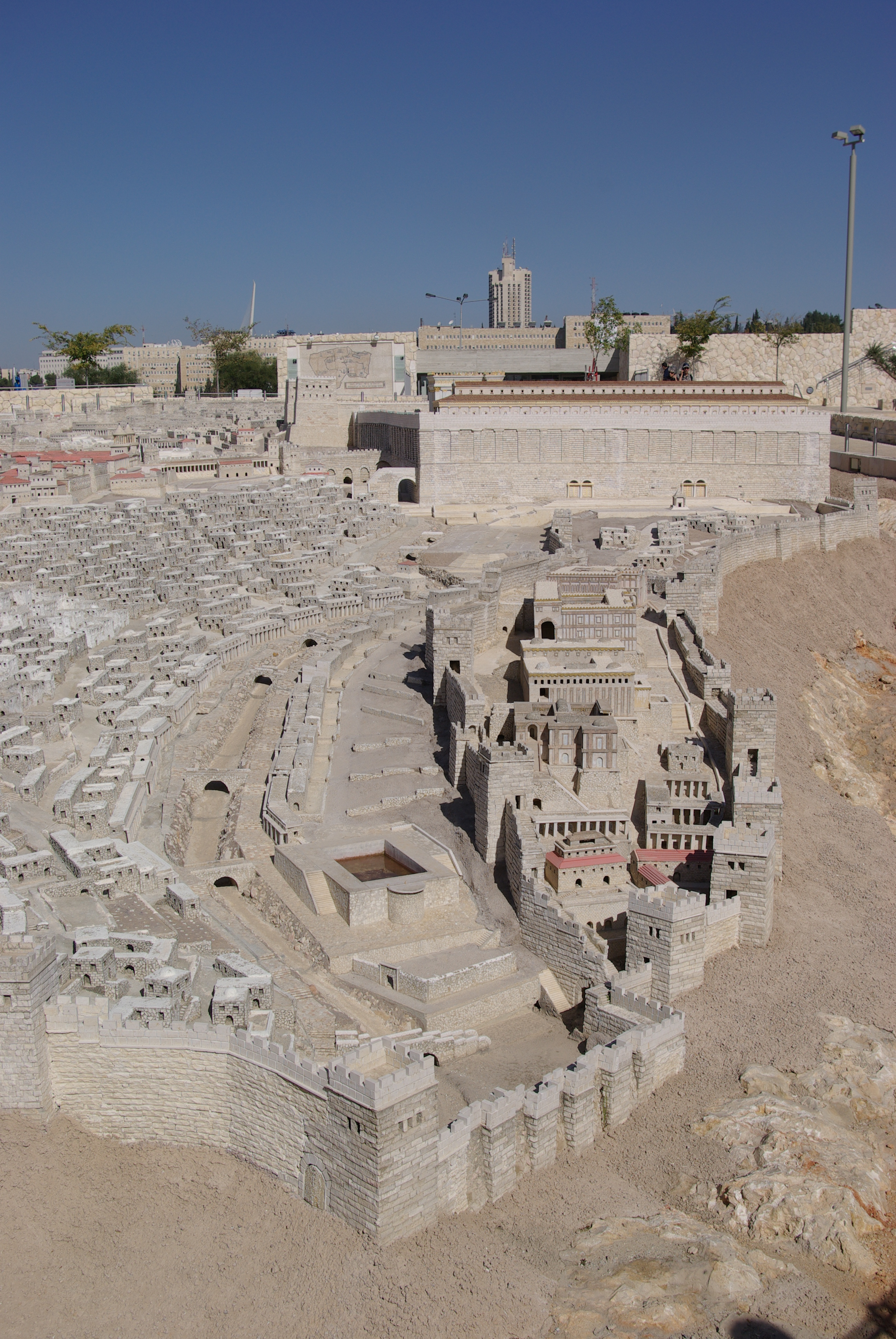
Der Teich von Siloah in Jerusalem. Holyland-Modell der Stadt Jerusalem, seit 2006 im Israel Museum

Der Teich von Siloah, auch Schiloach (hebräisch: Sender, Leitungskanal) genannt, ist ein Teich in Jerusalem, in den das Wasser der am Ostfuß des Berges Zion gelegenen Gihonquelle geleitet wurde und der die Wasserversorgung Jerusalems sicherstellte. Heute gehören das antike Tunnelsystem und der Teich zu einem archäologischen Park.

## Gihonquelle
Die Gihonquelle (auch: Gichonquelle) ist die einzige Ganzjahresquelle in Jerusalem. Es handelt sich um eine intermittierende Quelle, die unterirdisch in einer Grotte am Fuße des Osthangs der Davidsstadt im Kidrontal bei ca. 630 m ü. NN entspringt. Der benachbarte Bergrücken erreicht 690 m ü. NN. Er wird auch Ophel genannt. Der Ophel ist einer der sieben Hügel, die sich zur Zeit Jesu außerhalb der Stadtmauern von Jerusalem befanden. Diese sieben Hügel sind: Gareb, auch bekannt als Ölberg, der Goath (Berg des Ärgernisses), Akra (Berg des bösen Rates), Bezetha (Golgota), Morija, Ophel und Berg Zion.
Die Bibel erzählt, dass die Wasserversorgung eine Schwachstelle der Verteidigung der Stadt war. So drang etwa Davids Truppe durch den Jebusitertunnel in die Festung ein (2 Sam 5,8 ). In Erwartung der Belagerung im Jahre 701 v. Chr. durch die Assyrer ließ König Hiskija, der 13. König von Juda, aus Furcht vor den Assyrern und ihrem König Sanherib in großer Eile sowohl die Stadtmauern verstärken (2 Chr 32,5 ; Jes 22,10 ) als auch einen 500 m langen Kanal anlegen, den sogenannten Hiskija-Tunnel (2 Chr 32,30 ; 2 Kön 20,20 ; Jes 22,9–11 ). Der leitete die vor der Stadt liegende Gihon-Quelle in den innerhalb der Mauern gelegenen Siloah-Teich ab, um für den Fall einer Belagerung die Wasserversorgung Jerusalems sicherzustellen. Der Bau dieses Tunnels war eine technische Meisterleistung. Das Wasser der Gihon-Quelle fließt durch einen Tunnel zum Siloah-Teich, der sich am südlichen Ende der Davidsstadt befindet. Gleichzeitig ging es darum, die Quellen für die Assyrer zu verschließen, um ihnen die Belagerung zu erschweren (2 Chr 32,4 ).

## Teich Siloah
Nach dem Bau des Hiskija-Tunnels trat der Teich Siloah an die Stelle der Gihon-Quelle, die in Vergessenheit geriet, bis diese im 16. Jahrhundert nach einem Erdbeben wiederentdeckt wurde. Der Teich wurde daraufhin wahrscheinlich zu Jerusalems Hauptwasserquelle. In der Nähe hatten die biblischen Könige einen Obstgarten anlegen lassen, wie in Neh 3,15  berichtet wird.
Im Jahr 1911 wurde bei Renovierungsarbeiten der Ausgang des Hiskija-Tunnels freigelegt und mit einem Rundbogen versehen, durch den die Besucher auch heute gehen können. Das Wasser floss in ein ca. 15 Meter langes und mehr als fünf Meter breites Becken, zu dem man über eine Treppe hinabsteigt. Bis zu diesem Zeitpunkt nahm die Wissenschaft an, dass dieses Becken die späten Überreste des biblischen Siloah-Teiches bildete. Dieser Teich wird auch Ain Silwan genannt.
Im Juni 2004 gruben die beiden israelischen Archäologen Ronny Reich, ein weltweit führender Jerusalemexperte, und sein Kollege Eli Shukron im Bereich der Gihonquelle. Dabei beobachtete Shukron städtische Bauarbeiter, die in der Nähe des bisher bekannten byzantinischen Siloah-Teiches eine Abwasserleitung neu verlegten. Schließlich entdeckte er im Schutt zwei antike Stufen. Ronny Reich vermutete, dass es sich hierbei um die Stufen zum Siloah-Teich aus der Zeit der zweiten Tempelperiode handeln musste. Daraufhin wurde mit den Ausgrabungen begonnen.
Unklar ist, ob der Teich Siloah in seinem Ursprung ein offener Teich war oder eine unterirdische Zisterne, deren Decke später noch vor der Geburt Christi eingebrochen ist. Daher ist unbekannt, welches Aussehen der Teich zur Zeit Jesu hatte.

## Religiöse Bedeutung
Für Juden hat das Wasser der Gihonquelle eine besondere Bedeutung, denn an ihr soll Salomo zum König über ganz Israel gesalbt worden sein (1 Kön 1,38–39 ).

„Da gingen hinab der Priester Zadok und der Prophet Nathan und aBenaja, der Sohn Jojadas, und die Kreter und Pleter und setzten Salomo auf das Maultier des Königs David und führten ihn zum Gihon. Und der Priester Zadok nahm das Ölhorn aus dem Zelt und salbte Salomo. Und sie bliesen die Posaunen, und alles Volk rief: Es lebe der König Salomo!“

Während des Sukkot in der Zeit des zweiten Tempels fand eine Wasserschöpf-Prozession statt, die auch Jesus kannte. Joh 7,37–38  berichtet:

„Am letzten Tag des Festes, dem großen Tag, stellte sich Jesus hin und rief: Wer Durst hat, komme zu mir, und es trinke, wer an mich glaubt. Wie die Schrift sagt: Aus seinem Inneren werden Ströme von lebendigem Wasser fließen.“

Für Christen tat Jesus von Nazaret mit diesen Worten kund, der Messias zu sein.
Johannes berichtet ebenfalls über ein Wunder Jesu, die Heilung eines Blindgeborenen, das direkt mit dem Siloah-Teich in Verbindung steht (Joh 9,7 ):

„Und Jesus ging vorüber und sah einen Menschen, der blind geboren war. Und seine Jünger fragten ihn und sprachen: Meister, wer hat gesündigt, dieser oder seine Eltern, dass er blind geboren ist? Jesus antwortete: Es hat weder dieser gesündigt noch seine Eltern, sondern es sollen die Werke Gottes offenbar werden an ihm. Wir müssen die Werke dessen wirken, der mich gesandt hat, solange es Tag ist; es kommt die Nacht, da niemand wirken kann. Solange ich in der Welt bin, bin ich das Licht der Welt. Als er das gesagt hatte, spuckte er auf die Erde, machte daraus einen Brei und strich den Brei auf die Augen des Blinden. Und er sprach zu ihm: Geh zum Teich Siloah und wasche dich! Da ging er hin und wusch sich und kam sehend wieder.“

Die byzantinische Kaiserin Aelia Eudocia errichtete im 5. Jahrhundert in Erinnerung an dieses Wunder eine Kirche, die 614 durch den persischen König Chosrau II. zerstört wurde.
Die Gihonquelle wird von den Christen auch „Marienquelle“ genannt und von den Moslems „Quelle der Mutter der Stufen“. Allen drei Religionen gilt das Wasser der Quelle als heilkräftig.

## Rezeption
Der Name Siloah findet sich bei vielen christlichen sozialen Einrichtungen wieder, wie zum Beispiel im KRH Klinikum Siloah als Teil des Klinikum Region Hannover oder im Krankenhaus Siloah in Pforzheim.